# فيلينقي
فيلينقي (بالفرنسية: Filingué)‏ هي إدارة في النيجر، تقع في تيلابيري، بلغ عدد سكانها 306,726  نسمة وذلك حسب إحصائيات سنة 2012، عاصمتها فيلينقي ‏، تبلغ مساحتها 26,217 كيلومتر مربع.